# Coppa del Portogallo 2022-2023 (hockey su pista)
La Coppa del Portogallo 2022-2023 è stata la 50ª edizione della principale coppa nazionale portoghese di hockey su pista. La fase finale della competizione è iniziata il 1º dicembre 2022 e si è conclusa con la disputa delle final four presso il Pavilhão Municipal a Tomar dal 29 al 30 aprile 2023.
A vincere il trofeo è stato lo Sporting Tomar per la prima volta sconfiggendo in finale lo Sporting CP .

## Regolamento
In questa stagione il regolamento è lo stesso dell'edizione precedente. Ai primi tre turni prendono parte le formazioni della 3ª e 2ª Divisão. Dai sedicesimi di finale sono ammesse le squadre di 1ª Divisão.

## Risultati

### Fase finale

#### Sedicesimi di finale
| Squadra 1            | Risultato | Squadra 2       |
| -------------------- | --------- | --------------- |
| 12 gennaio 2023      |           |                 |
| Sesimbra             | 0 - 10    | Porto           |
| 14 gennaio 2023      |           |                 |
| Académico Cambra     | 2 - 6     | Benfica         |
| ACDCP Vila Boa Bispo | 2 - 8     | Valongo         |
| Biblioteca           | 5 - 6     | Braga           |
| Candelária           | 1 - 8     | Sporting CP     |
| CRC Os Águias        | 1 - 10    | Barcelos        |
| Feira                | 4 - 7     | Famalicense     |
| Fisica               | 2 - 0     | Riba De Ave     |
| Juventude Salesiana  | 3 - 2     | Oliveirense     |
| Mealhada             | 2 - 6     | Académica       |
| Sanjoanense          | 4 - 5     | Parede          |
| Povoa                | 9 - 6     | Termas          |
| Turquel              | 4 - 2     | Paço de Arcos   |
| 15 gennaio 2023      |           |                 |
| Oeiras               | 5 - 2     | Juventude Viana |
| Marinhense           | 3 - 7     | Sporting Tomar  |
| Vasco da Gama        | 3 - 10    | Murches         |

#### Ottavi di finale
| Squadra 1           | Risultato | Squadra 2      |
| ------------------- | --------- | -------------- |
| 18 febbraio 2023    |           |                |
| Académica           | 4 - 6     | Braga          |
| Fisica              | 0 - 9     | Porto          |
| Oeiras              | 1 - 4     | Murches        |
| Turquel             | 5 - 10    | Barcelos       |
| 19 febbraio 2023    |           |                |
| Juventude Salesiana | 1 - 4     | Famalicense    |
| Parede              | 2 - 3     | Valongo        |
| Povoa               | 1 - 6     | Sporting Tomar |
| Sporting CP         | 5 - 1     | Benfica        |

#### Quarti di finale
| Squadra 1      | Risultato | Squadra 2   |
| -------------- | --------- | ----------- |
| 18 marzo 2023  |           |             |
| Barcelos       | 6 - 1     | Braga       |
| Porto          | 5 - 1     | Valongo     |
| Sporting CP    | 6 - 2     | Murches     |
| Sporting Tomar | 4 - 3     | Famalicense |

#### Final four
La Final four del torneo si è disputata a Tomar dal 29 al 30 aprile 2023.
|  | Semifinali     | Semifinali     | Semifinali  |             |                | Finale         | Finale | Finale |  |
|  |                |                |             |             |                |                |        |        |  |
|  | Sporting Tomar | Sporting Tomar | 5           |             |                |                |        |        |  |
|  | Sporting Tomar | Sporting Tomar | 5           |             |                |                |        |        |  |
|  | Porto          | Porto          | 3           |             |                |                |        |        |  |
|  | Porto          | Porto          | 3           |             | Sporting Tomar | Sporting Tomar | 8      |        |  |
|  |                |                |             |             | Sporting Tomar | Sporting Tomar | 8      |        |  |
|  |                |                | Sporting CP | Sporting CP | 6              |                |        |        |  |
|  | Sporting CP    | Sporting CP    | Sporting CP | Sporting CP | 6              | 3              |        |        |  |
|  | Sporting CP    | Sporting CP    |             |             |                |                |        |        |  |
|  | Barcelos       | Barcelos       | 2           |             |                |                |        |        |  |